# Nagamachi-Itchōme (metropolitana di Sendai)
Nagamachi-Itchōme (長町一丁目駅?, Nagamachi-Itchōme-eki) è una stazione della metropolitana di Sendai situata nell quartiere di Taihaku-ku a Sendai, in Giappone.

## Linee
■ Linea Namboku

## Struttura
La stazione, sotterranea, è dotata di due marciapiedi laterali con due binari passanti protetti da porte di banchina a metà altezza.
| 1 | ■ Linea Namboku | per Tomizawa            |
| 2 | ■ Linea Namboku | per Sendai e Izumi-Chūō |

## Stazioni adiacenti
| «             | Servizio      | »             |
| Linea Namboku | Linea Namboku | Linea Namboku |
| ------------- | ------------- | ------------- |
| Kawaramachi   | -             | Nagamachi     |